# C. Kliemt Wagenfabrik
Die C. Kliemt Wagenfabrik war ein deutscher Hersteller von Fuhrwerken, Automobilen und Nutzfahrzeugen, der in Berlin ansässig war.
Zwischen 1899 und 1903 entstanden verschiedene Personen- und Lastkraftwagen mit Elektroantrieb. 1900 kaufte die Königlich-Preußische Postverwaltung etliche Fahrzeuge und einige Elektroautos liefen als Droschken in Berlin. Es scheint, dass nach 1901 keine Nutzfahrzeuge oder Taxis mehr hergestellt wurden.